# Kabáh
Kabáh (más írásmóddal Kabah vagy Kabaah) egy maja romváros Mexikó Yucatán államában. Az úgynevezett Puuc terület egyik legjelentősebb települése ma fontos turisztikai látványosság, 1993 óta állami park.

## Leírása
Kabáh Yucatán állam délnyugati részén, közvetlenül a 261-es főút két oldalán, Santa Elena város és Campeche állam határa között helyezkedik el egy viszonylag sík, őserdővel borított területen: a város körül csak kisebb magaslatok emelkednek.
Legjelentősebb épületei a Teocalli-palota, a Codz Pop, az úgynevezett vörös kezek épülete, az északnyugati részen pedig a nagy piramis és egy kőből épült hatalmas boltív, amely a 18 kilométerre található Uxmal irányából érkező sacbén keresztüli bejáratot jelezte. A település déli részén, egy nagy, téglalap alakú, a környezetből kiemelkedő terület keleti oldalán felépült Codz Pop az egész maja kultúra egyik leglátványosabb fennmaradt emléke, nyugati homlokzatát végig Chaac isten kőből faragott maszkjai díszitik, összesen 250 darab. Az épület keleti és nyugati oldalán is egy-egy folyosó halad végig, a nyugati folyosóról öt kétszobás lakás nyílik, a keletiről pedig tíz kamra érhető el. Az épületet díszítő frízen hét maja méltóság szobra közül kettő jó állapotban maradt meg, de hasonló alkotások láthatók a központi szobában, faragott ajtófélfákon is. Ezek a faragások többek között egy foglyok ejtését ábrázoló jelenetet ábrázolnak, valamint harcosokat is megjelenítenek. A rajtuk látható méltóságok olyan, egy szemnyílású maszkot viselnek, amely részben eltakarja orcájukat és a szájukat is.

## Története
A város neve a maja nyelvű, „kéz” jelentésű kab és az „ő” vagy „úr” jelentésű ah szavakból származhat. Ezt Estanislao Carrillo 19. századi ticuli pap úgy fordította le, hogy „az erős és hatalmas kéz ura”. Teobert Maler felfedező a 19. század végén a helyet Kabahau-cannak nevezte, ahol a can szó „kígyót” jelent.
A település története valószínűleg a korai klasszikus korba (250–600) nyúlik vissza, de fénykorát a 9. és 10. századokban élte, egyidőben a közeli központtal, Uxmallal. Hanyatlásuk is körülbelül egyszerre következett be, a 11. században hagyták el őket. Mivel Kabáhot a spanyol hódítás után keletkezett chumayeli Chilam Balamban is megemlítették, ebből arra lehet következtetni, hogy egykor igen fontos, akár Uxmallal összemérhető jelentőségű település lehetett.

## Képek

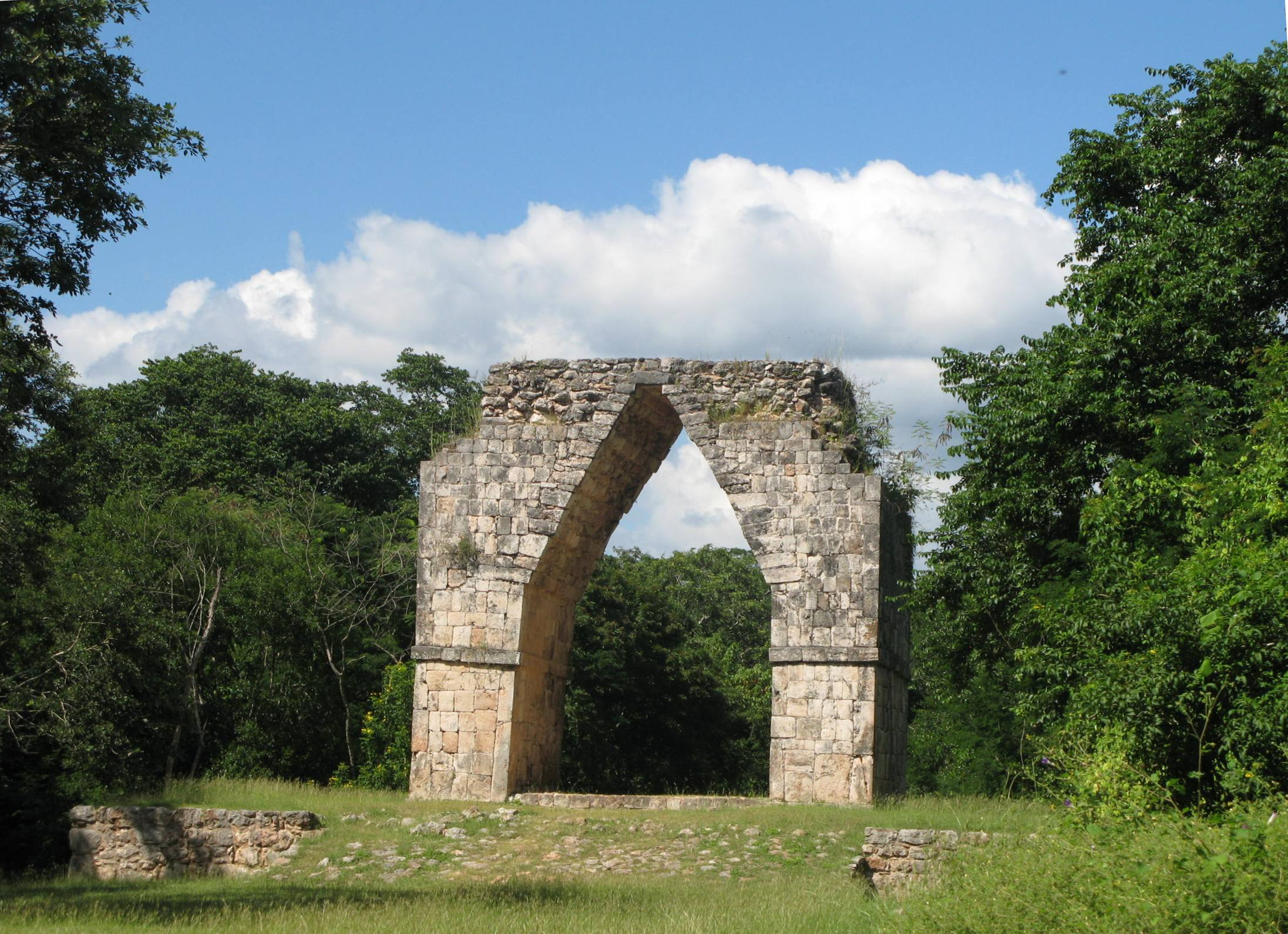
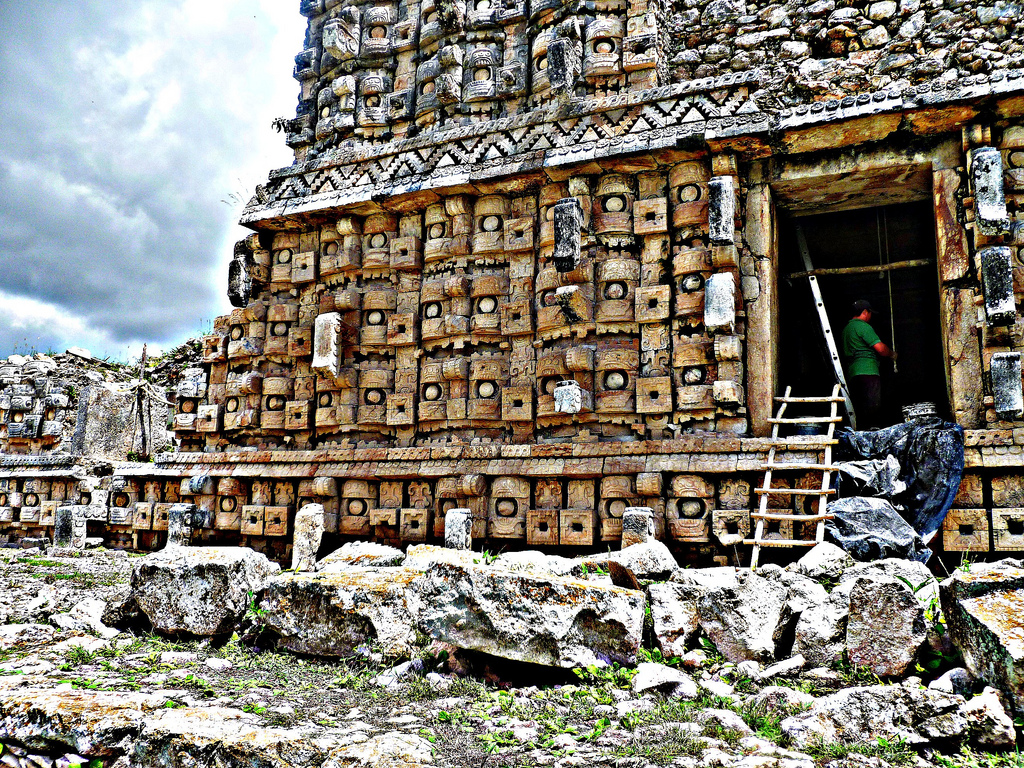
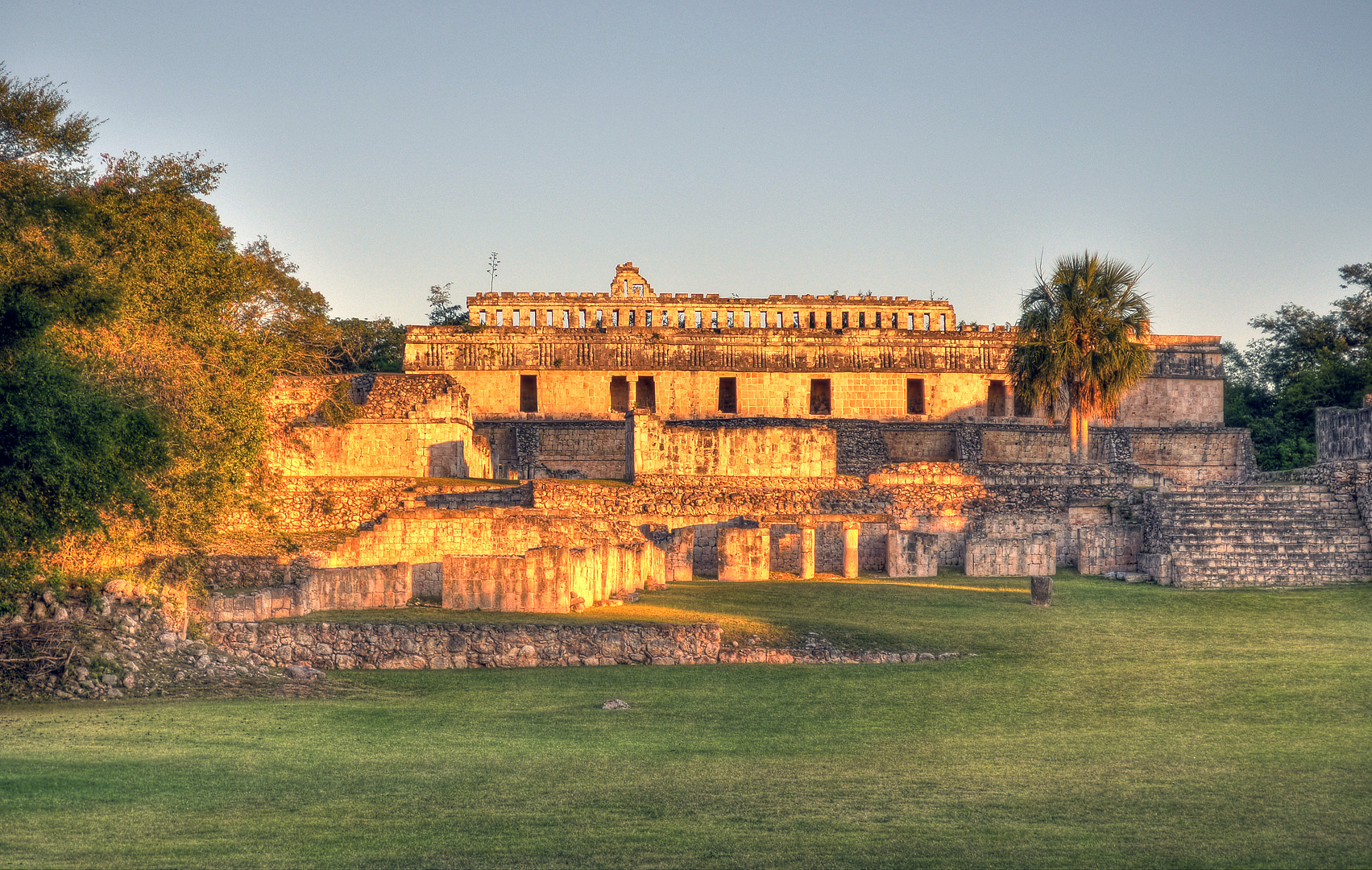
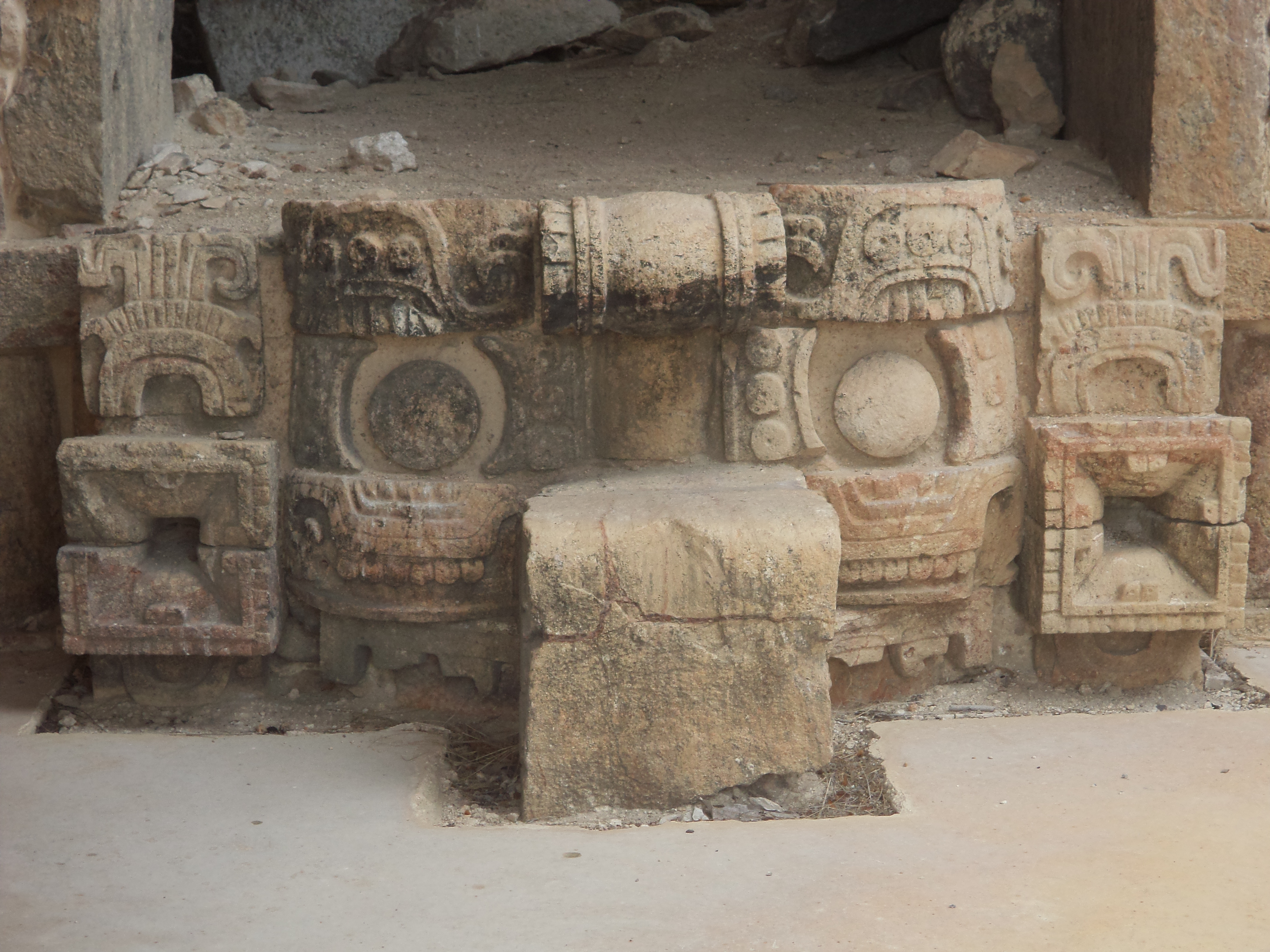
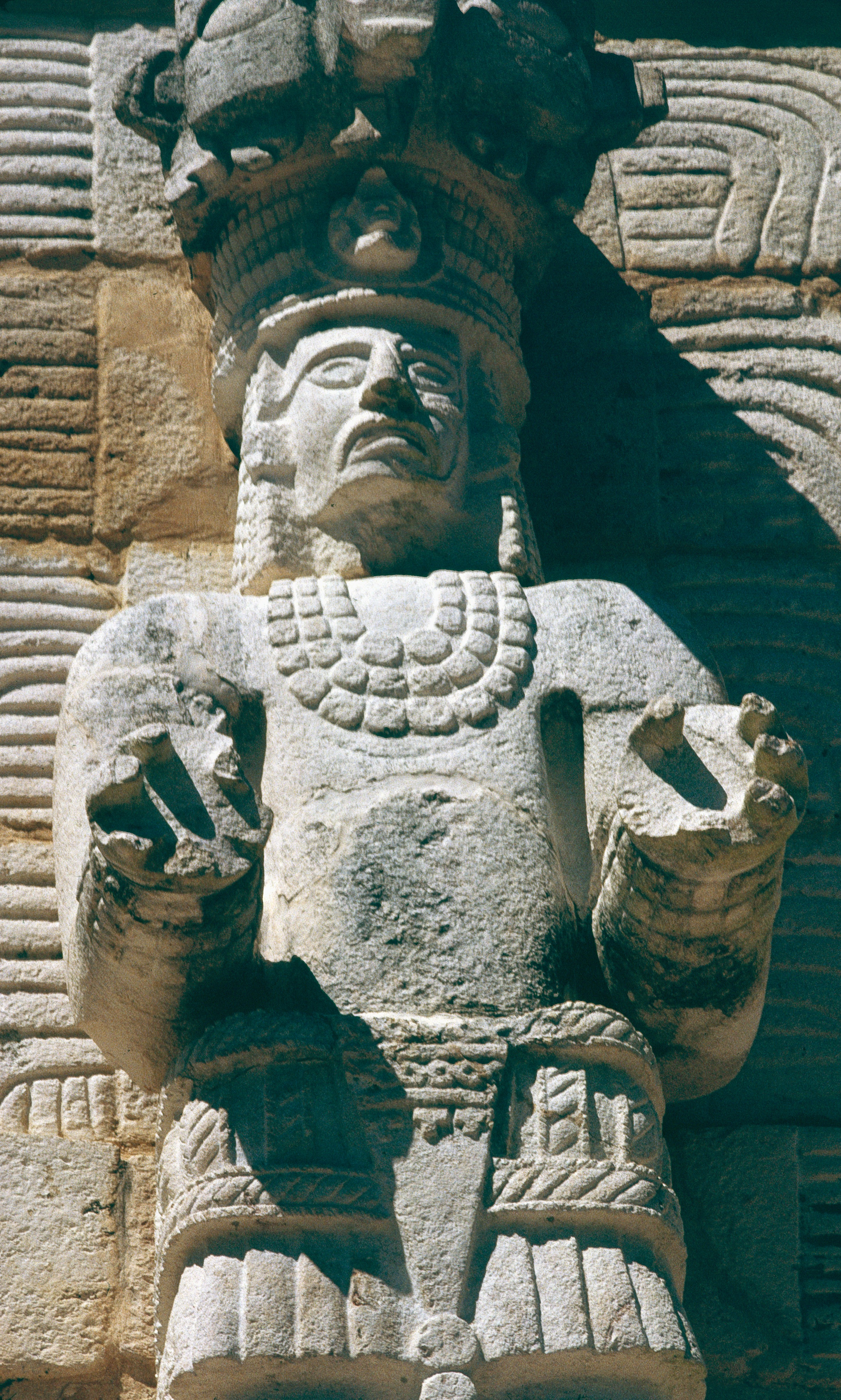